# Bašaid, Banatul de Nord

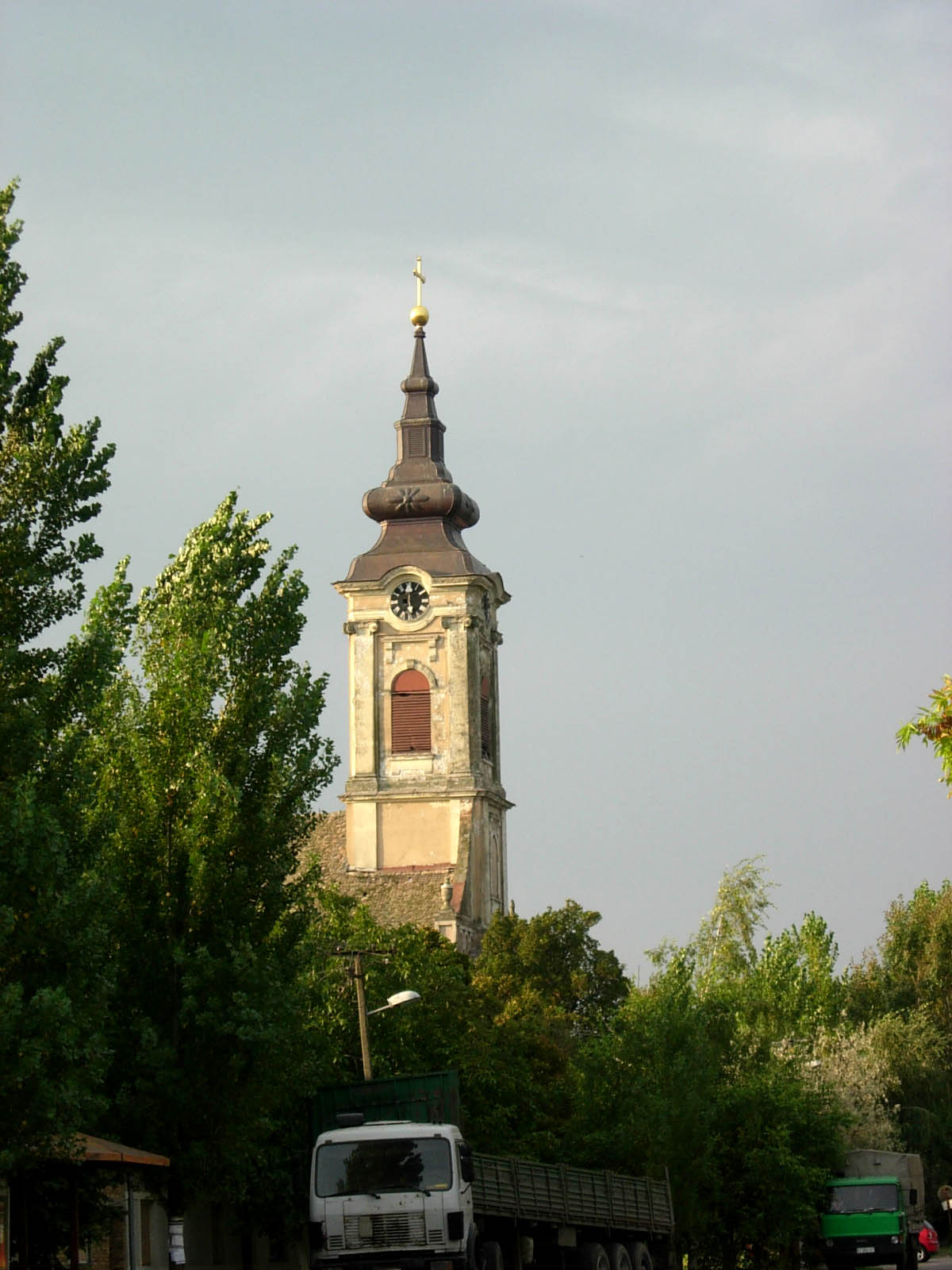
Biserica ortodoxă.

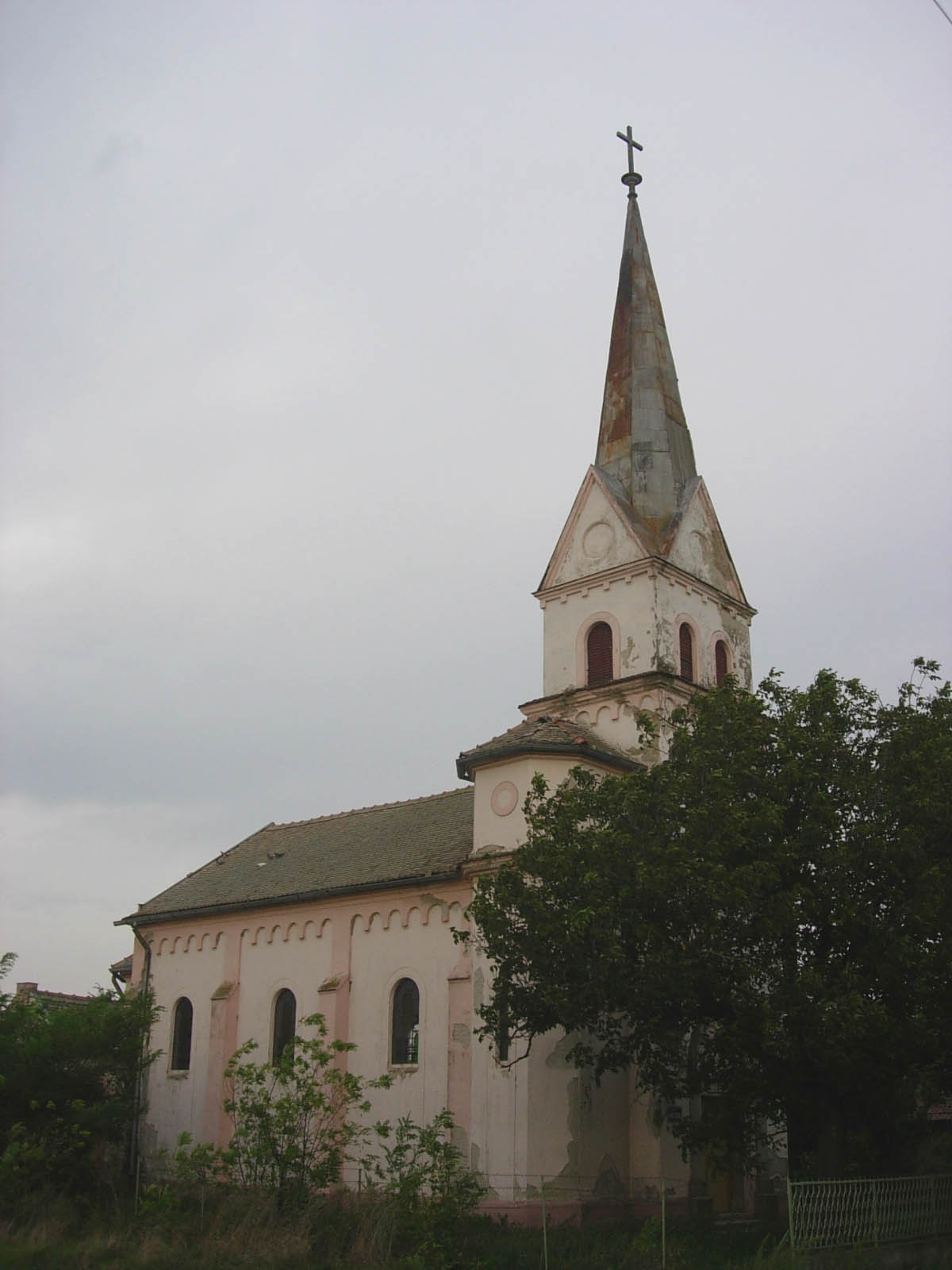
Biserica romano-catolică

Bašaid (maghiară Basahíd, germană Klein Kikinda, română Bășăid) este o localitate în Districtul Banatul de Nord, Voivodina, Serbia.

## Populație
La recensământul din 2002 a fost înregistrată o populație de 3.503 locuitori, în majoritate etnici sârbi.
 Oficial, așezarea Bikač este considerată parte a satului Bašaid.
1. ↑  , Republicki geodetski zavod[*] http://web.archive.org/web/20160530172604/http://www.rgz.gov.rs/upload/web/Spisak%20KO-20150521.zip, arhivat din original la 30 mai 2016 Lipsește sau este vid: |title= (ajutor)